# 1722 Goffin
1722 Goffin је астероид главног астероидног појаса са средњом удаљеношћу од Сунца која износи 2,514 астрономских јединица (АЈ).
Апсолутна магнитуда астероида је 12,30.